# Kriegerdenkmal Bleckendorf

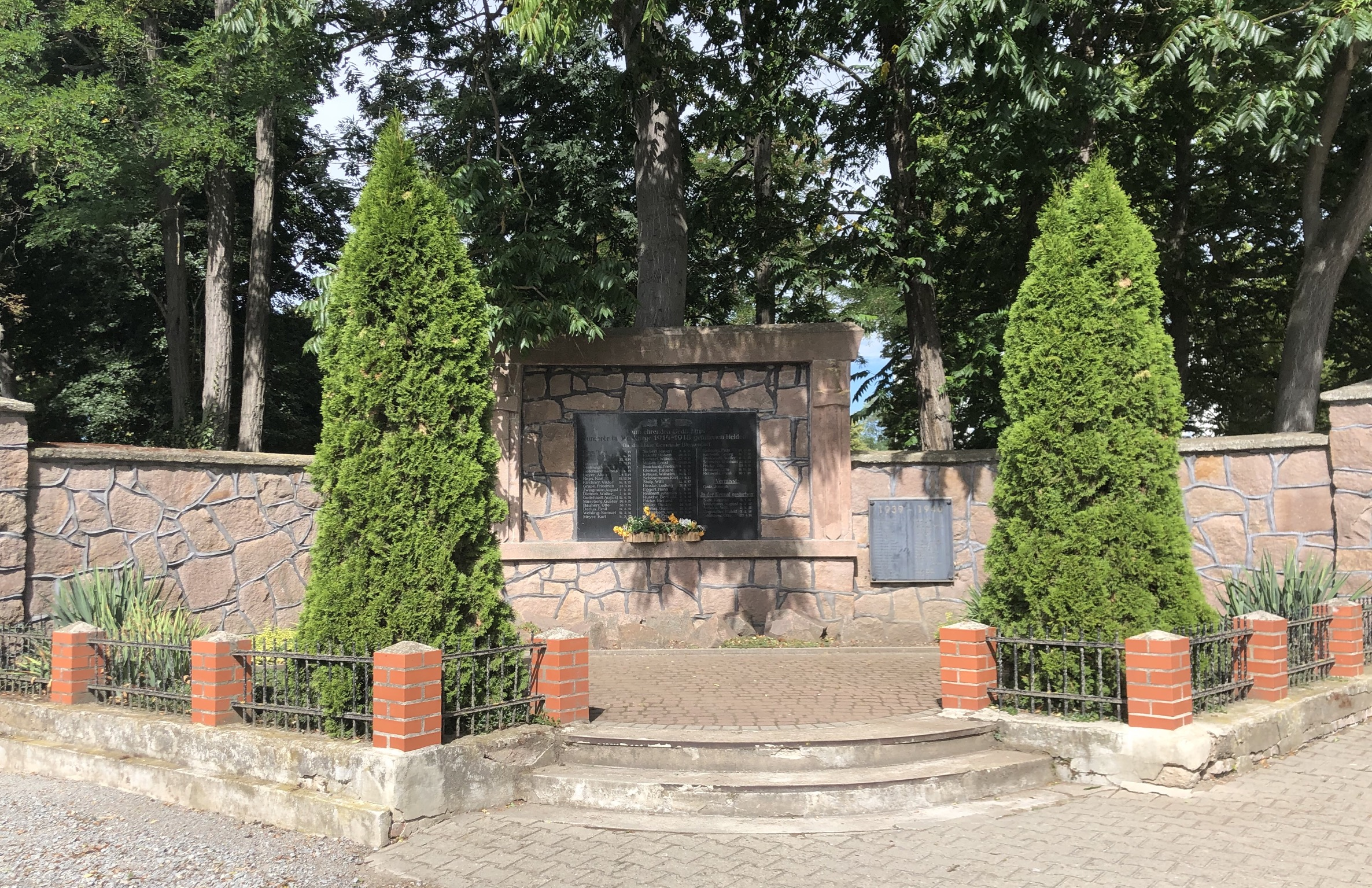
Kriegerdenkmal Bleckendorf, 2020

Das Kriegerdenkmal Bleckendorf ist ein Kriegerdenkmal im Ortsteil Egeln-Nord (Bleckendorf) der Stadt Egeln in Sachsen-Anhalt.
Es befindet sich auf der Nordwestseite der Kreuzung der Feldstraße mit der Straße Plan und der Alten Straße. Südwestlich steht das Dorfgemeinschaftshaus.

## Gestaltung und Geschichte
Das Denkmal gedenkt namentlich 49 Gefallenen bzw. Vermissten der Gemeinde Bleckendorf im Ersten Weltkrieg. Später wurden 99 Namen der im Zweiten Weltkrieg verstorbenen hinzugefügt, darunter auch zwei Frauen.
Errichtet wurde eine im Bogen errichtete Mauer, in deren Mittelteil eine Inschriftentafel eingelassen ist. Zum Denkmal führt mittig über zwei Stufen ein Zugang. Schon in den 1930er Jahren galt das Denkmal als eines der Wahrzeichen Bleckendorfs und war Motiv auf Postkarten.
Auf ihrem oberen Teil steht unterhalb der von Eichenlaub gerahmten Darstellung eines Eisernen Kreuzes der folgende Text:
Zum ehrenden Gedächtnis

unserer im Weltkriege 1914–1918 gefallenen Helden.

Die dankbare Gemeinde Bleckendorf.
Darunter sind in drei Spalten die Namen und Todesdaten der Gefallenen und Vermissten aufgeführt.
|                     |          |                        |          |                          |          |
| Freye, Franz        | 5.10.14  | Siebert, Robert        | 3.8.16   | Hellrung, Fritz          | 19.6.18  |
| Gunkel, Konrad      | 9.10.14  | Rokohl, Robert         | 20.8.16  | Karwoth, Georg           | 16.7.18  |
| Buchmann, Hermann   | 22.10.14 | Grenzel, Wilhelm       | 17.9.16. | Dankworth, Walter        | 8.8.18   |
| Hohmann, Hermann    | 31.10.14 | Müller, Ernst          | 30.10.16 | Schmeiss, Reinhold       | 22.8.18  |
| Vestewig, Wilhelm   | 9.11.14  | Danielowski, Friedrich | 9.11.16  | Fricke, Otto             | 29.9.18  |
| Biedermann, Andreas | 12.11.14 | Glorius, Eduard        | 9.3.17   | Hellrung, Otto           | 11.10.18 |
| Beyer, Albert       | 29.11.14 | Krause, Wilhelm        | 15.5.17  | Rehwald, Paul            | 10.1.20  |
| Reps, Karl          | 15.12.14 | Schönemark, Karl       | 27.6.17  |                          |          |
| Kirchner, Viktor    | 16.3.15  | Stolp, Willi           | 12.8.17  | Vermisst:                |          |
| Grape, Friedrich    | 24.3.15  | Hinske, Ludwig         | 21.9.17  | Gatz, Joseph             |          |
| Zwingmann, August   | 2.5.15   | Eggert, Hans           | 1.3.18   |                          |          |
| Dietrich, Walter    | 7.6.15   | Reinhardt, Johannes    | 6.4.18   | In der Heimat gestorben: |          |
| Godehardt, August   | 15.6.15  | Rusche, Bertzhold      | 8.4.18   | Sido, Konrad             | 31.1.17  |
| Maseberg, Gustav    | 30.6.15  | Fricke, Richard        | 17.4.18  | Volkmann, August         | 4.2.17   |
| Bauherr, Otto       | 30.7.15  | Müller, Gustav         | 20.4.18  | Schöne, Willi            | 2.5.18   |
| Darius, Emil        | 19.8.15  | Glorius, Gustav        | 21.4.18  | Ungewitter, Rudolf       | 7.3.19   |
| Wehling, Samuel     | 15.2.16  | Breitenbach, Anton     | 20.5.18  | Gransow, Otto            | 27.4.19  |
| Meyer, Karl         | 11.7.16  | Schmidt, Franz         | 1.6.18   |                          |          |

Die Namen der Gefallenen im Zweiten Weltkrieg sind in alphabetischer Reihenfolge auf drei weiteren Inschriftentafeln vermerkt, die später angebracht wurden. Eine Tafel befindet sich links, zwei weitere rechts der zentralen Inschriftentafel.
Die Tafel auf der linken Seite trägt die Inschrift:
1939 - 1946
|                    |                       |
| Agit, Hans         | Fedon, Paul           |
| Arend, Albert      | Freye, Franz          |
|                    | Fricke, Erich         |
| Balsam, Hans       |                       |
| Becker, Werner     | Gloger, Walter        |
| Bethge, Werner     | Grape, Walter         |
| Block, Hermann     | Gransow, Gerhard      |
| Braune, Herbert    | Gransow, Otto         |
| Breitenbach, Ernst | Grewling, Andreas     |
| Bussmann, Otto     | Grewling, Walter      |
| Butzmann, Paul     | Grosse, Herbert       |
|                    | Großheim, Heinz Karl  |
| Dänkowski, Gerhard |                       |
| Deede, Heinrich    | Heine, Werner         |
| Dietrich, Walter   | Herbing,              |
|                    | Hertel, Otto          |
| Eckert, Ernst      | Herzog, Walter        |
| Eggert, Annemarie  | Hildebrand, Siegfried |
| Eggert, Bernhard   | Holzapfel, Walter     |
|                    | Hucke, Hans           |

Die erste Tafel rechts trägt folgende Inschrift:
1939 - 1946
|                    |                     |
| Jankowiak, Ewald   | Lange, Walter       |
| Jaschkowiak, Otto  | Lieder, Otto        |
|                    | Lindemann, Ingeborg |
| Kabelitz, Walter   | Liste, Herbert      |
| Kaiser, Walter     | Lotzing, Fritz      |
| Kasten, Gustav     | Ludolf, Otto        |
| Kellner, Walter    |                     |
| Kirchner, Georg    | Malcherczyk, Hans   |
| Klockmann, Arno    | Maseberg, Hermann   |
| Klockmann, Hermann | Maseberg, Willi     |
| Klockmann, Otto    | Meier, Hans         |
| Kniep, Alfred      | Montag, Gerhard     |
| Köhler, Werner     | Montag, Willi       |
| Köhler, Karl       | Muthwille, Ewald    |
| Kreienberg, Walter |                     |
| Kühl, Walter       | Nieswand, Gerhard   |
| Kühn, Paul         |                     |
| Kühne, Edgar       | Pingel, Walter      |
| Kühne, Freimut     | Probst, Hermann     |
| Künzel, Walter     | Probst, Herbert     |
|                    | Probst, Otto        |

Die äußerste rechte Tafel trägt die Inschrift:
1939 - 1946
|                      |                     |
| Reinhard, Otto-Karl  | Theuerkauf, Gerhard |
| Rieger, Josef        | Tornow, Günther     |
| Rohde, Paul          |                     |
|                      | Uhde, Wilhelm       |
| Schmidt, Günter      |                     |
| Schmidt, Wilhelm     | Wagener, Gerhard    |
| Schmeiß, Meinholf    | Wagner, Helmut      |
| Schmolinski, Herbert | Wegner, Alfred      |
| Schmolka, Willi      | Weigel, Otto        |
| Schröder, Kurt       | Weigel, Werner      |
| Schuft, Heinz        | Weising, Edgar      |
| Schuft, Karl         |                     |
| Schuft, Gustav       |                     |
| Schulz, Emil         |                     |
| Schulz, Ewald        |                     |
| Sieberhagen, Hermann |                     |
| Sieberhagen, Paul    |                     |
| Spieczak, Josef von  |                     |
| Stahn, Willi         |                     |
| Steckel, Willi       |                     |